# Твердохлебова, Любовь Порфирьевна
Твердохлебова Любовь Порфирьевна — советский и украинский режиссёр-документалист.

## Биография
Родилась 28 сентября 1909 в г. Горловке в Донбассе в семье шахтера.
Работала в Харьковской группе «Кинорабмол».
Окончила режиссёрский факультет Киевского киноинститута (1934). Была режиссёром лаборантом в творческой мастерской Довженко на Киевской киностудии художественных фильмов.
В 1940 перешла на «Киевнаучфильм».
Создала ленты: «Паша Черненко», «Украинская ССР» (1938), «Леса водоохранной зоны», «Полезащитные полосы» (1940), «Многолетние травы» (1942), «На летней площадке» (1945), «На фермах рогатого скота» (1947), «Тонкорунное овцеводство» (1948), «Выращивание водоптицы» (1949), «Выращивание уток» (1950), «Дети — друзья птиц» (1951), «Неполивной хлопчатник» (1952), «За высокие урожаи винограда» (1953), «В школу» (1954), «О них заботятся», «Сельские ясли», «Охранять здоровье детей» (1955), «Черноморское побережье Кавказа» (1956), «Откуда стол пришел» (1957), "Комбайн «Шахтер», «Утренняя гимнастика школьника» (1958), «Автоматизация процессов холодной штамповки» (1959), «Евпаторийская здравница», «Новая измерительная техника» (1960), «Никитский ботанический сад» (1962), «Электрический транспорт» (1963), «Филлоксера», «Внимание, сварка» (1964) и др..
Награждена медалями. Была членом Союза кинематографистов Украины.
Умерла 26 мая 2002 года в Киеве.